# Syagrus glaucescens
Espèce
Classification phylogénétique
Statut de conservation UICN

 VU  : Vulnérable
Syagrus glaucescens est une espèce de plantes du genre Syagrus de la famille des Arécacées (palmiers).